# Johannes Sellin
Johannes Sellin (* 31. Dezember 1990 in Wolgast) ist ein deutscher Handballtrainer und ehemaliger Handballspieler. Er spielte auf der Position des Rechtsaußen.

## Karriere

### Spieler
Sellin spielte bis zur A-Jugend beim HSV Insel Usedom. Im Sommer 2007 wechselte der Linkshänder zur Jugendspielgemeinschaft SG Spandau/Füchse Berlin. Ein Jahr später wurde Sellin zusätzlich in der 2. Herrenmannschaft der Füchse Berlin eingesetzt. Von 2009 bis 2013 gehörte er dem Kader der Erstligamannschaft der Füchse an. In der EHF Champions League 2011/12 erreichte er das Final Four. Anschließend wechselte er zur MT Melsungen, wo er einen Zweijahresvertrag unterschrieb. Mit der MT kam er 2014 bis ins Halbfinale des DHB-Pokals. Seit der Saison 2017/18 läuft er für den HC Erlangen auf. Nach der Saison 2022/23 beendete er seine Spielerlaufbahn. Anschließend übernahm er die U23-Mannschaft beim HCE und unterstützt den Geschäftsführer René Selke.
Sellin wurde im Jahr 2011 mit den U21-Juniorenweltmeister in Griechenland. Ab Februar 2012 spielte er auch in der B-Nationalmannschaft der Herren. Am 14. März 2012 gab Sellin in einem Testspiel sein Debüt in der A-Nationalmannschaft, in dem er zwei Tore gegen Island erzielte.
Am 31. Januar 2016 wurde Sellin mit der deutschen Handballnationalmannschaft Europameister.

### Trainer
Zunächst war Sellin als Trainer der 2. Mannschaft des HC Erlangen in der 3. Liga tätig. Nachdem Sellin ab Januar 2024 als Co-Trainer des Bundesligateams tätig gewesen war, wurde er im April desselben Jahres zum Trainer befördert. Am 1. Oktober 2024 wurde er von Martin Schwalb abgelöst. Am 25. Februar 2025 übernahm er wieder den Posten von Schwalb.

## Bundesligabilanz
| Saison    | Verein        | Spielklasse | Spiele | Tore | 7-Meter | Feldtore |
| --------- | ------------- | ----------- | ------ | ---- | ------- | -------- |
| 2009/10   | Füchse Berlin | Bundesliga  | 14     | 26   | 1       | 25       |
| 2010/11   | Füchse Berlin | Bundesliga  | 26     | 31   | 0       | 31       |
| 2011/12   | Füchse Berlin | Bundesliga  | 22     | 50   | 0       | 50       |
| 2012/13   | Füchse Berlin | Bundesliga  | 26     | 100  | 9       | 91       |
| 2013/14   | MT Melsungen  | Bundesliga  | 32     | 140  | 39      | 101      |
| 2014/15   | MT Melsungen  | Bundesliga  | 35     | 114  | 30      | 83       |
| 2015/16   | MT Melsungen  | Bundesliga  | 32     | 159  | 40      | 119      |
| 2016/17   | MT Melsungen  | Bundesliga  | 31     | 205  | 67      | 138      |
| 2017/18   | HC Erlangen   | Bundesliga  | 18     | 61   | 9       | 52       |
| 2018/19   | HC Erlangen   | Bundesliga  | 23     | 77   | 8       | 69       |
| 2019/20   | HC Erlangen   | Bundesliga  | 27     | 113  | 32      | 81       |
| 2020/21   | HC Erlangen   | Bundesliga  | 32     | 66   | 18      | 48       |
| 2021/22   | HC Erlangen   | Bundesliga  | 31     | 85   | 1       | 84       |
| 2022/23   | HC Erlangen   | Bundesliga  | 33     | 53   | 0       | 53       |
| 2009–2023 | gesamt        | Bundesliga  | 404    | 1321 | 254     | 1067     |